# Fischwühlen
Die Fischwühlen (Ichthyophiidae) sind eine Familie der Schleichenlurche (Gymnophiona), die in Südindien, Sri Lanka, auf dem Festland Südostasiens, in Indonesien auf Sumatra, Kalimantan und dem westlichen Java, auf den Philippinen im Süden Mindanaos und auf Palawan vorkommen. Ausgewachsene Fischwühlen sind trotz ihres Namens terrestrisch.

## Merkmale
Fischwühlen werden 13,5 bis 50 Zentimeter lang. Als ursprüngliches Merkmal gilt, dass der Schädel aus vielen Knochen besteht. Er ist allerdings fester als der der Rhinatrematidae. Das Maul ist endständig oder leicht unterständig. Ihre Tentakel liegen zwischen Nasenlöchern und Augen. Der für Schleichenlurche typische doppelte Kieferschlussmechanismus, bei dem neben dem Kiefer-Adduktor ein zweites Muskelpaar für den Unterkiefer an den Oberkiefer heranführt, ist gut entwickelt. Der Körper ist durch zweifach unterteilte Hautfalten (Annuli) geringelt und von zahlreichen Schuppen bedeckt. Fischwühlen haben einen kurzen Schwanz und eine Schwanzwirbelsäule. Alle Fischwühlen besitzen Tracheallungen.

## Fortpflanzung

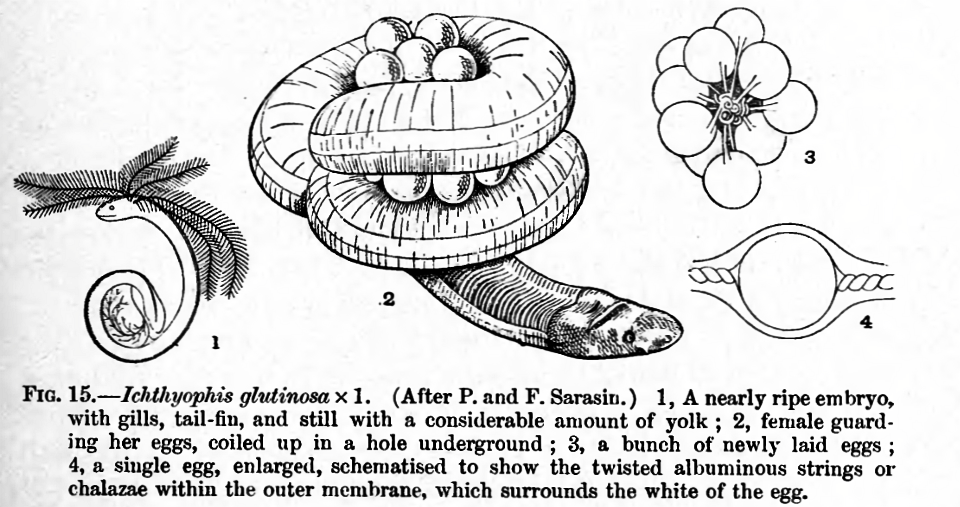
Ceylonwühle, Larve, brütendes Weibchen und Eier. Zeichnung aus Hans Gadow: Amphibia and Reptiles., 1909, MacMillan & Co.

Alle Fischwühlen sind vermutlich ovipar (eierlegend). Sie pflanzen sich während der Regenzeit fort. Gelege, die bisher gefunden wurden, lagen in Gewässernähe in feuchtem Erdboden und wurden vom Muttertier bewacht. Embryos haben drei Paar verzweigter Kiemen. Die Larven sind aquatisch und haben bis zu ihrer Metamorphose ein oder zwei Paar Kiemen und eine niedrige Schwanzflosse. Die Larven besitzen ein Seitenlinienorgan, das sich vor allem auf den Kopfbereich konzentriert. Es dient wahrscheinlich auch der elektrischen Orientierung und hilft bei der Nahrungssuche im trüben Wasser. Die Metamorphose findet nach einigen Wochen, in einigen Fällen aber auch erst nach zwei Jahren statt.

## Gattungen und Arten
Es gibt zwei Gattungen mit 57 Arten (Stand: 18. November 2018):
- Gattung Ichthyophis (50 Arten)
  - Ichthyophis acuminatus Taylor, 1960
  - Ichthyophis alfredi Mathew & Sen, 2009
  - Ichthyophis asplenius Taylor, 1965
  - Ichthyophis atricollaris Taylor, 1965Ichthyophis bannanicus
  - Ichthyophis bannanicus Yang, 1984Ichthyophis beddomei
  - Ichthyophis beddomei Peters, 1880
  - Ichthyophis bernisi Salvador, 1975

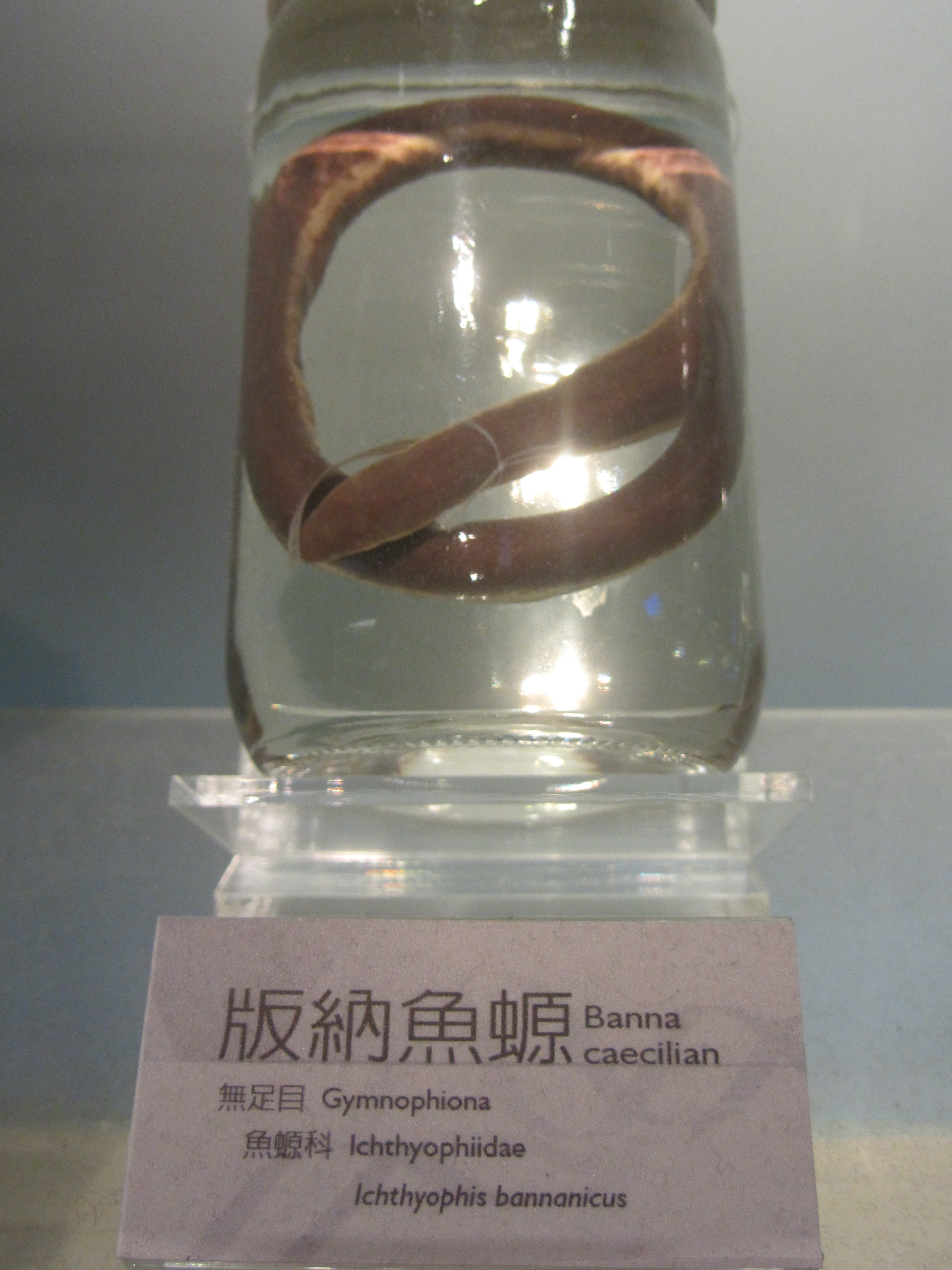
Ichthyophis bannanicus

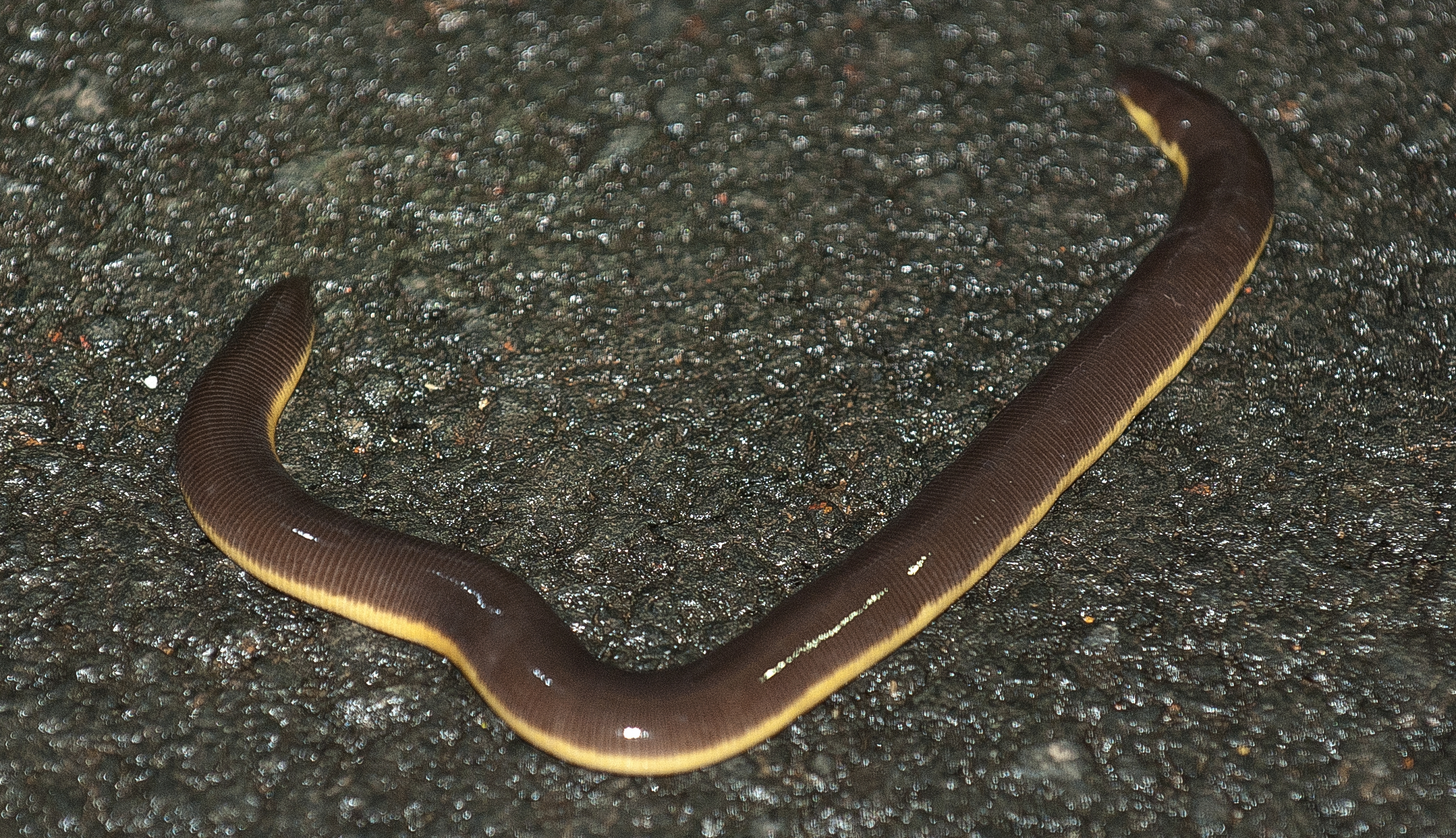
Ichthyophis beddomei

  - Ichthyophis biangularis Taylor, 1965

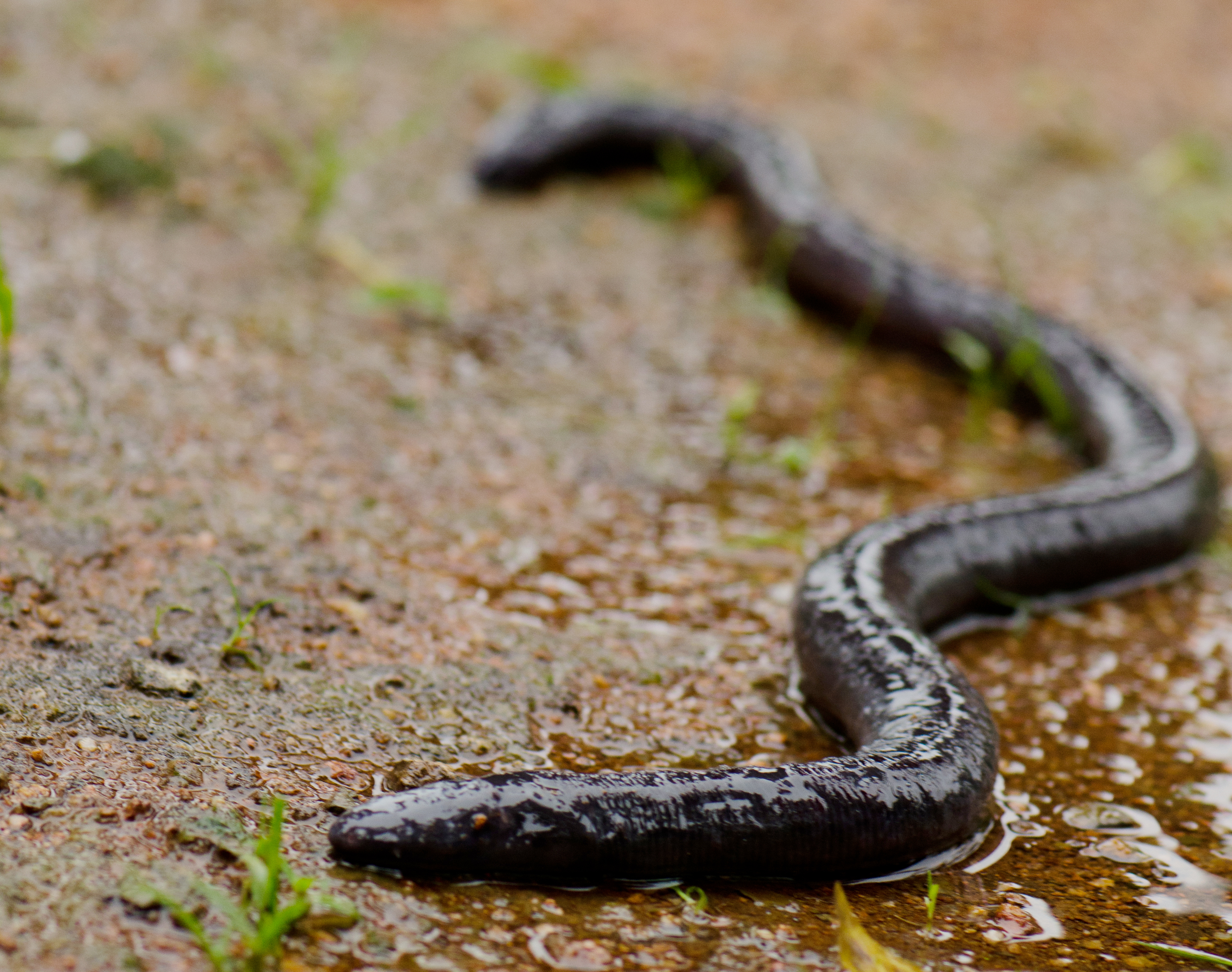
Ichthyophis bombayensis

  - Ichthyophis billitonensis Taylor, 1965Ichthyophis bombayensis
  - Ichthyophis bombayensis Taylor, 1960
  - Ichthyophis cardamomensis Geissler, Poyarkov, Grismer, Nguyen, An, Neang, Kupfer, Ziegler, Böhme & Müller, 2015
  - Ichthyophis catlocensis Geissler, Poyarkov, Grismer, Nguyen, An, Neang, Kupfer, Ziegler, Böhme & Müller, 2015
  - Ichthyophis chaloensis Geissler, Poyarkov, Grismer, Nguyen, An, Neang, Kupfer, Ziegler, Böhme & Müller, 2015
  - Ichthyophis daribokensis Mathew & Sen, 2009Ichthyophis davidi
  - Ichthyophis davidi Bhatta, Dinesh, Prashanth, Kulkarni & Radhakrishnan, 2011
  - Ichthyophis dulitensis Taylor, 1960
  - Ichthyophis elongatus Taylor, 1965
  - Ichthyophis garoensis Pillai & Ravichandran, 1999

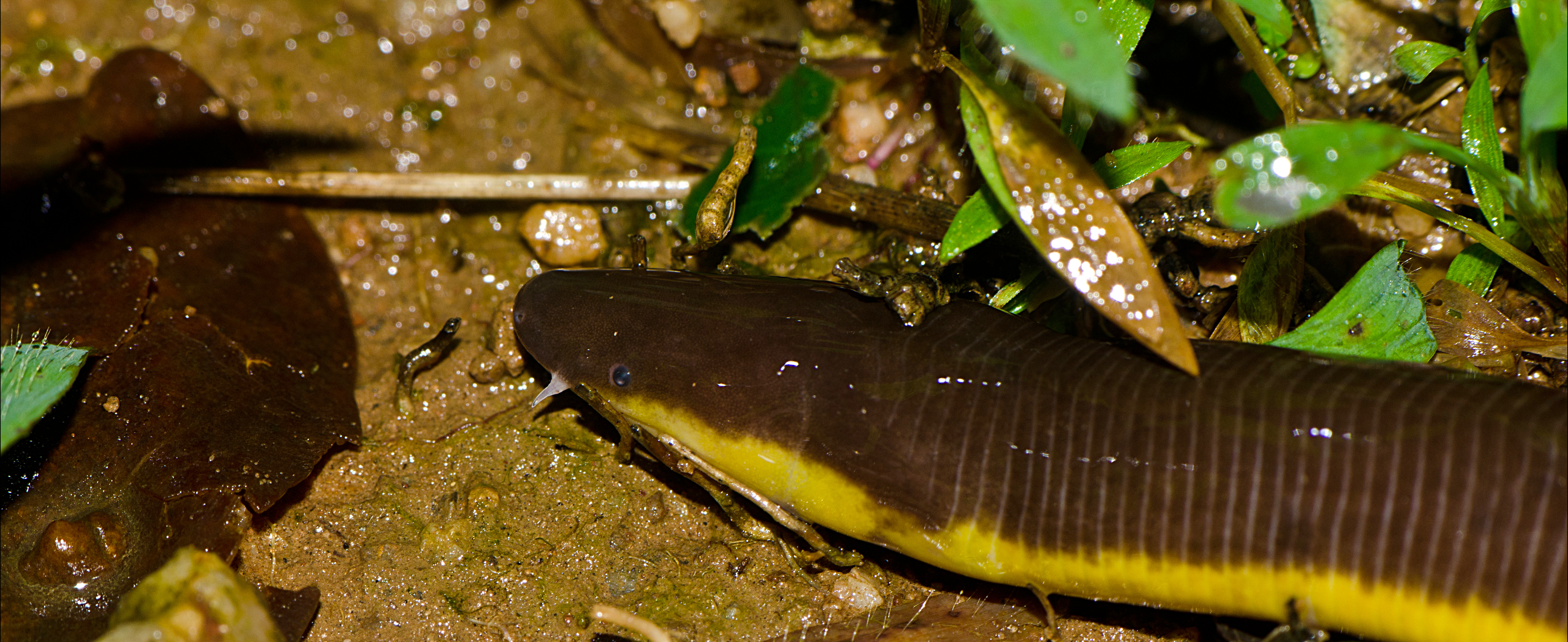
Ichthyophis davidi

  - Ichthyophis glandulosus Taylor, 1923
  - Ichthyophis glutinosus (Linnaeus, 1758) – Ceylonwühle
  - Ichthyophis humphreyi Taylor, 1973
  - Ichthyophis hypocyaneus (Boie, 1827)
  - Ichthyophis javanicus Taylor, 1960
  - Ichthyophis khumhzi Kamei, Wilkinson, Gower & Biju, 2009
  - Ichthyophis kodaguensis Wilkinson, Gower, Govindappa & Venkatachalaiah, 2007
  - Ichthyophis kohtaoensis Taylor, 1960
  - Ichthyophis lakimi Nishikawa, Matsui & Yambun, 2012
  - Ichthyophis laosensis Taylor, 1969

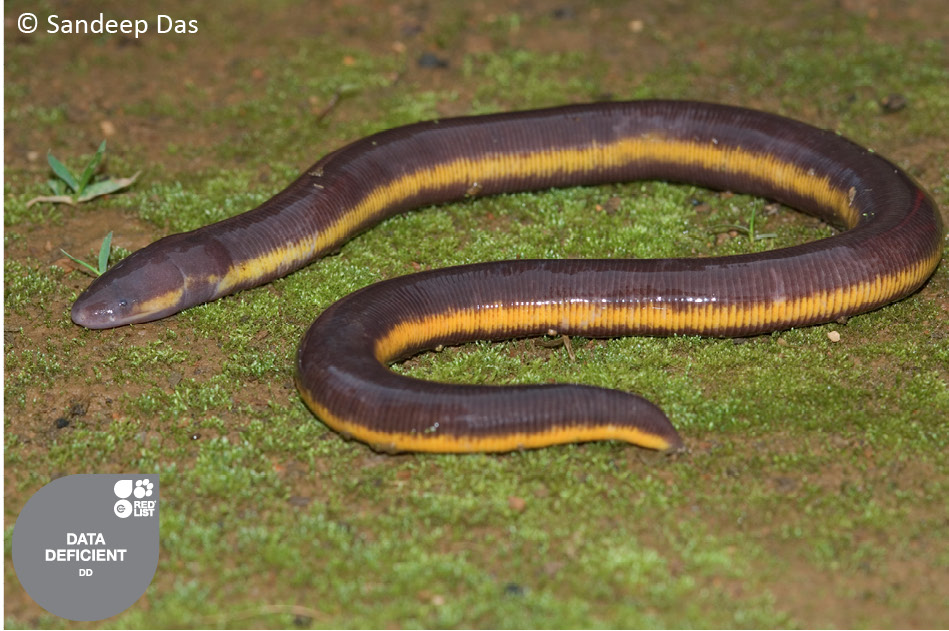
Ichthyophis longicephalus

  - Ichthyophis larutensis Taylor, 1960Ichthyophis longicephalus
  - Ichthyophis longicephalus Pillai, 1986
  - Ichthyophis mindanaoensis Taylor, 1960
  - Ichthyophis monochrous (Bleeker, 1858)
  - Ichthyophis moustakius Kamei, Wilkinson, Gower & Biju, 2009
  - Ichthyophis multicolor Wilkinson, Presswell, Sherratt, Papadopoulou & Gower, 2014
  - Ichthyophis nguyenorum Nishikawa, Matsui & Orlov, 2012
  - Ichthyophis nigroflavus Taylor, 1960
  - Ichthyophis nokrekensis Mathew & Sen, 2009
  - Ichthyophis orthoplicatus Taylor, 1965
  - Ichthyophis paucidentulus Taylor, 1960
  - Ichthyophis paucisulcus Taylor, 1960
  - Ichthyophis pauli Nishikawa, Matsui, Sudin & Wong, 2013
  - Ichthyophis pseudangularis Taylor, 1965
  - Ichthyophis sendenyu Kamei, Wilkinson, Gower & Biju, 2009
  - Ichthyophis sikkimensis Taylor, 1960
  - Ichthyophis singaporensis Taylor, 1960
  - Ichthyophis sumatranus Taylor, 1960
  - Ichthyophis supachaii Taylor, 1960
  - Ichthyophis tricolor Annandale, 1909
  - Ichthyophis weberi Taylor, 1920
  - Ichthyophis youngorum Taylor, 1960
- Gattung Uraeotyphlus wurde zuvor in eine eigene Familie Uraeotyphlidae gestellt (7 Arten)
  - Uraeotyphlus gansi Gower, Rajendran, Nussbaum & Wilkinson, 2008
  - Uraeotyphlus interruptus Pillai & Ravichandran, 1999
  - Uraeotyphlus malabaricus (Beddome, 1870)
  - Uraeotyphlus menoni Annandale, 1913
  - Uraeotyphlus narayani Seshachar, 1939
  - Uraeotyphlus oommeni Gower & Wilkinson, 2007
  - Uraeotyphlus oxyurus (Duméril & Bibron, 1841)

## Galerie

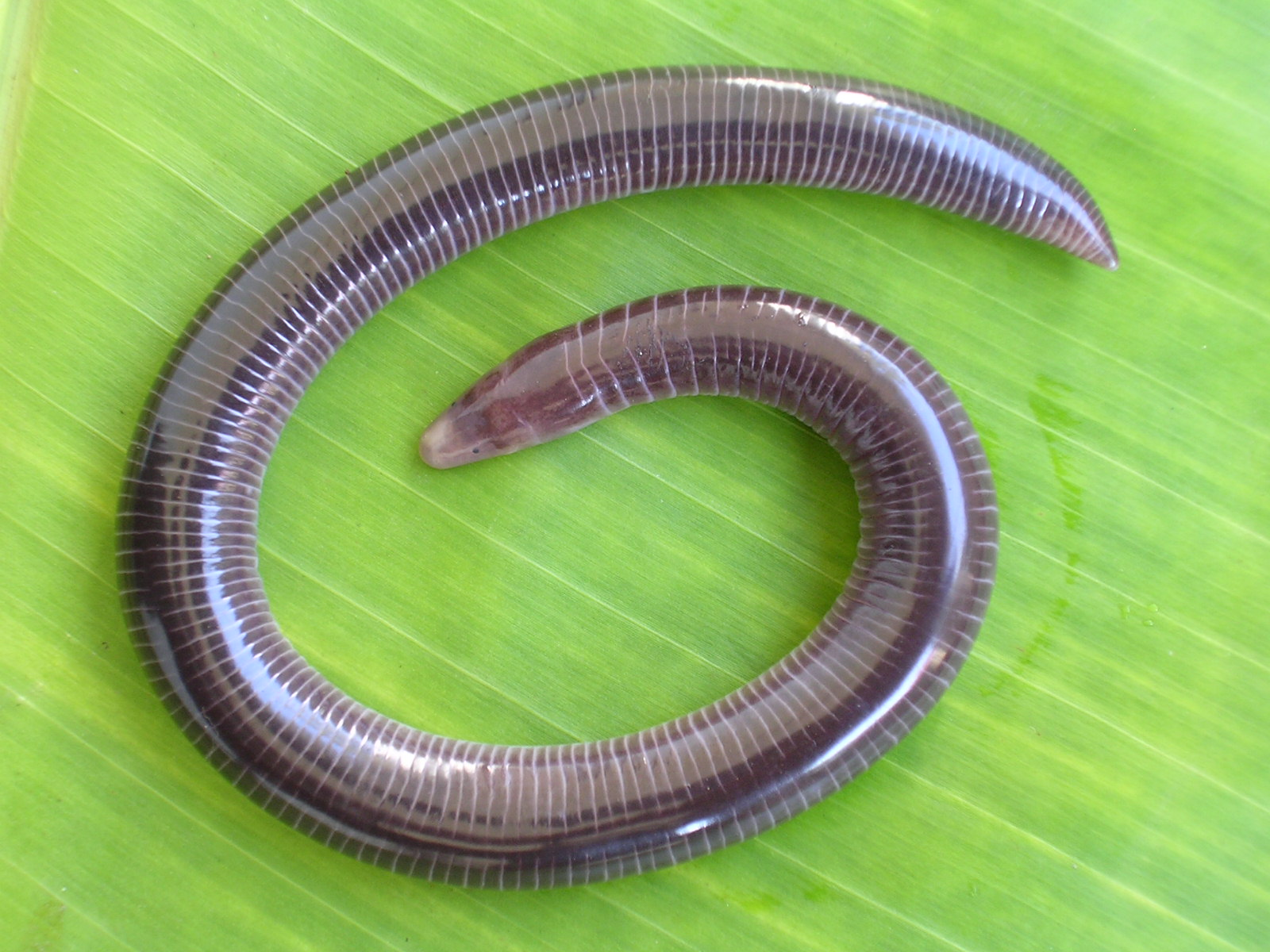
Uraeotyphlus interruptus
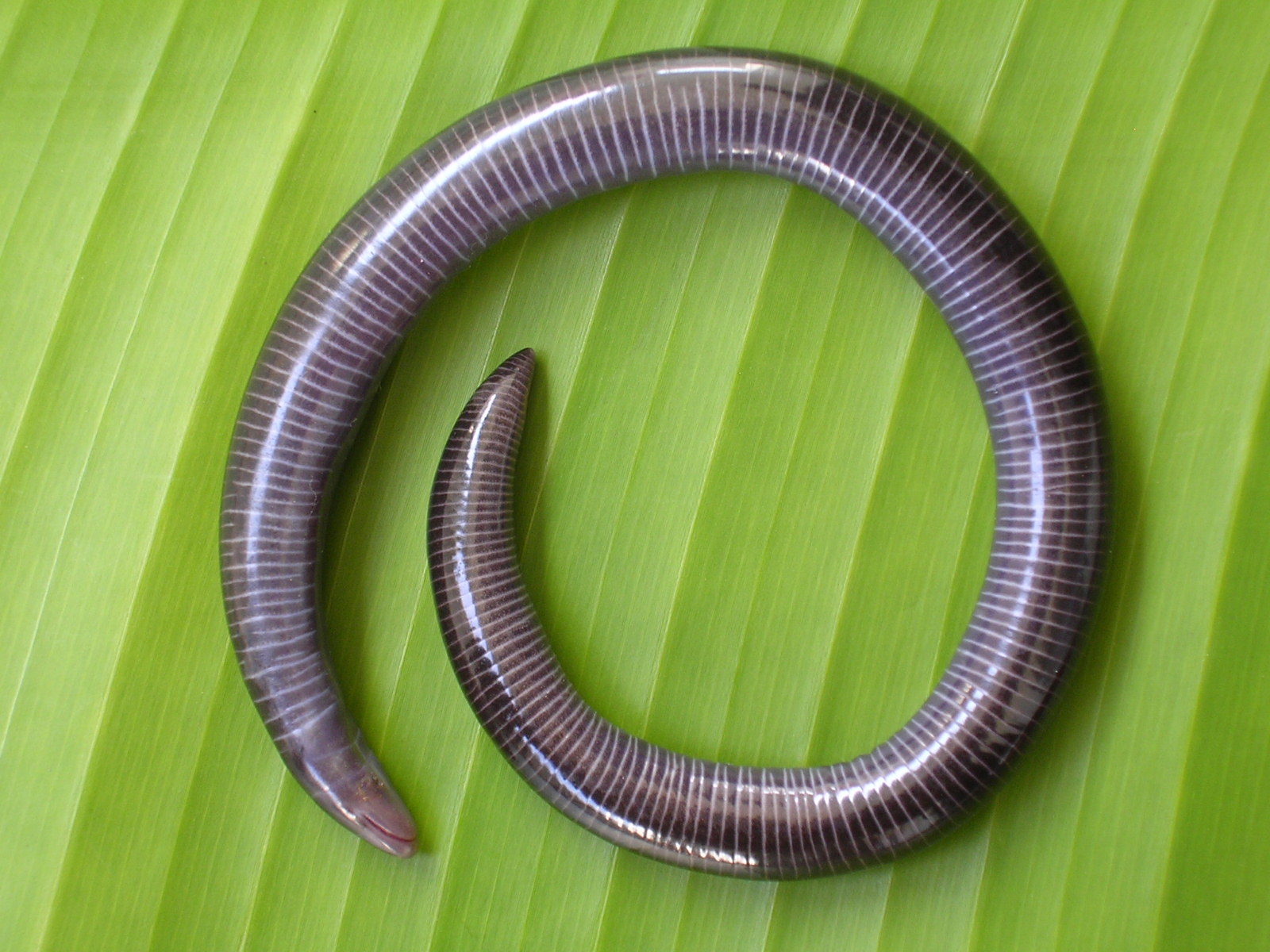
Uraeotyphlus menoni
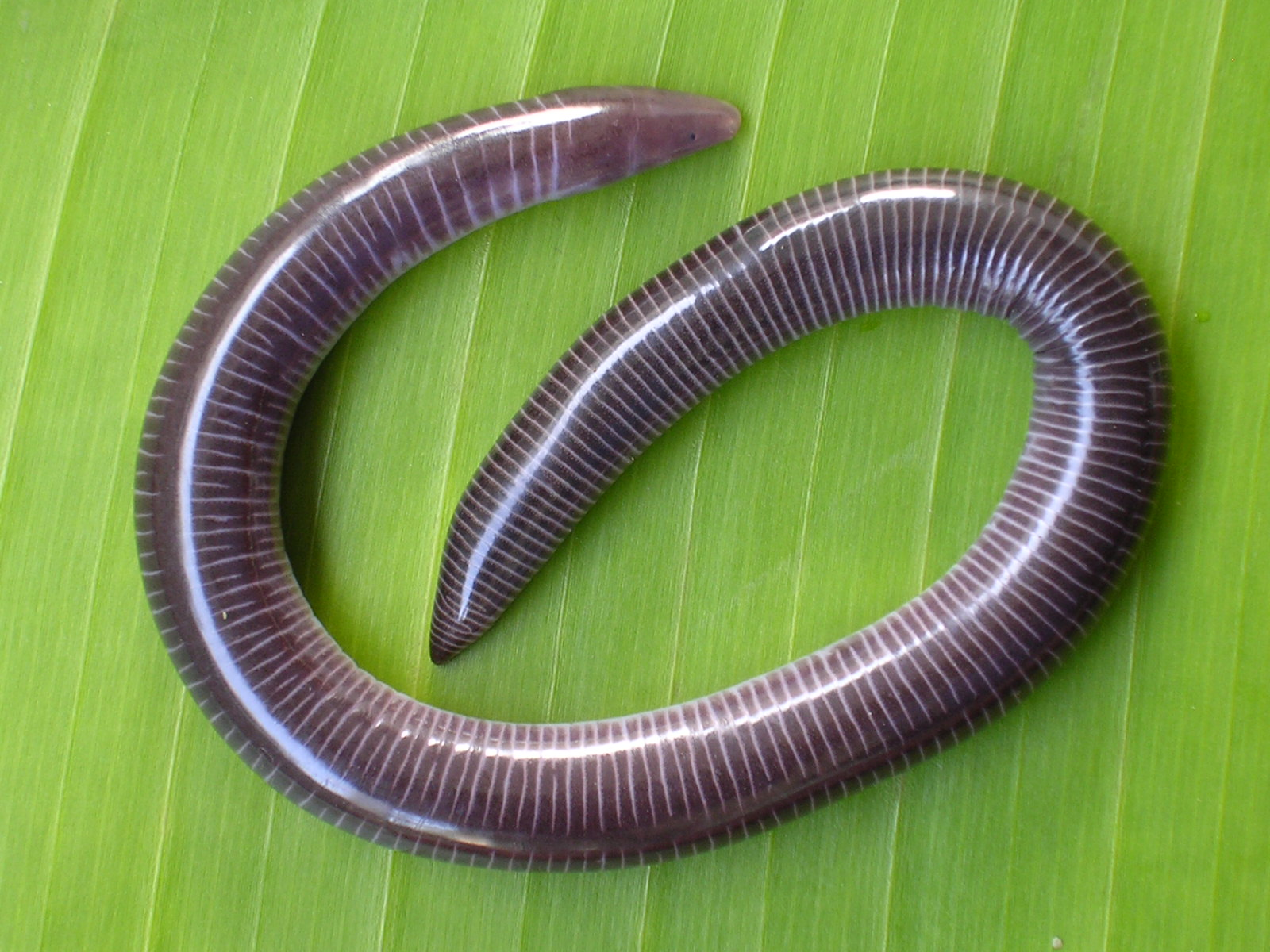
Uraeotyphlus narayani
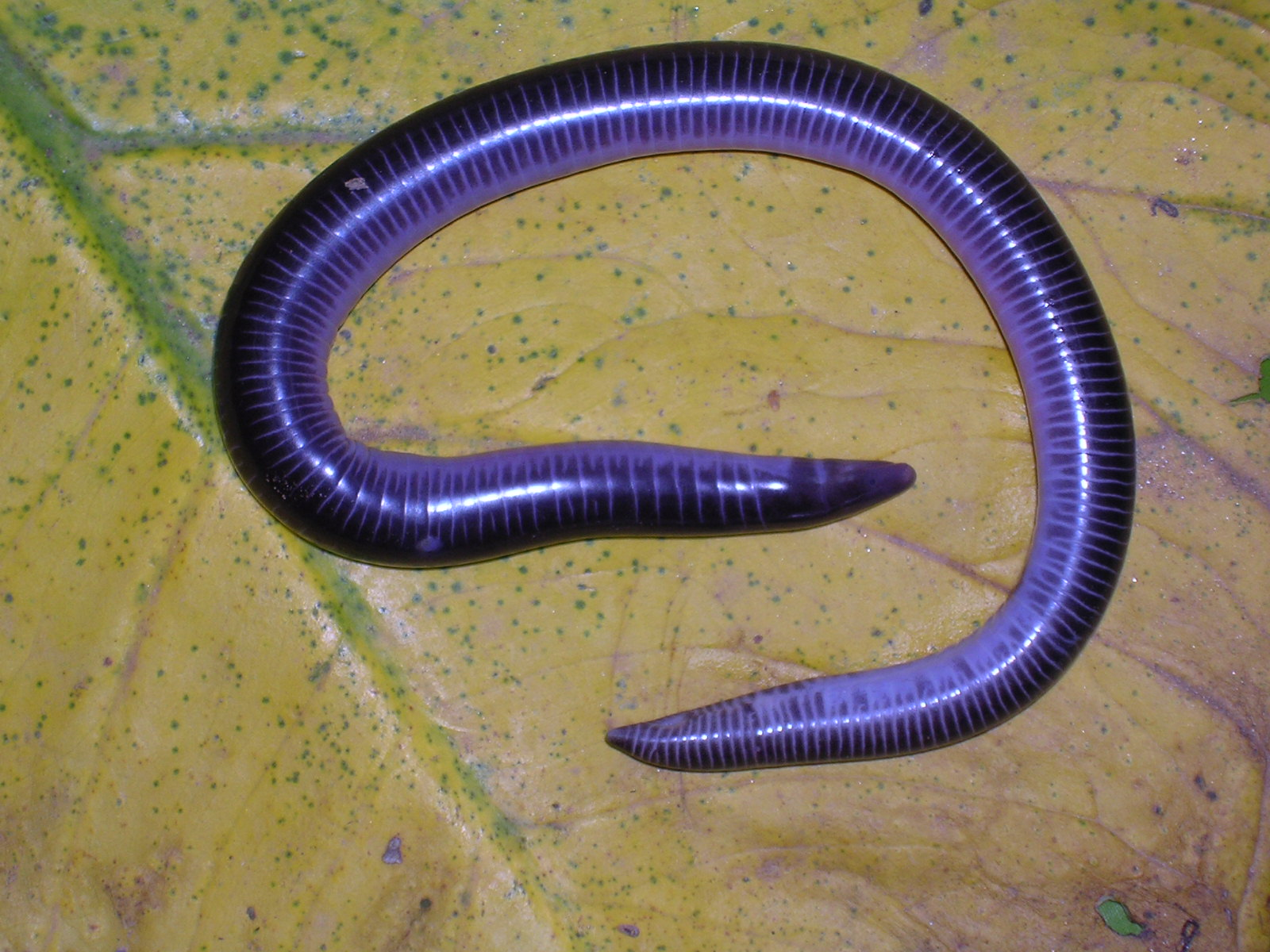
Uraeotyphlus oxyurus